# 皮埃尔·德万
皮埃尔·德万（法語：Pierre Dewin，1894年—？），比利时前男子水球运动员。他曾代表比利时参加1920年和1924年夏季奥林匹克运动会水球比赛，获得二枚银牌。